# Дараган, Константин Александрович
Константин Александрович Дараган (27 мая 1929 года, Донецкая область, СССР — 6 сентября 2020 года, Краснодар, Россия) — советский и российский учёный, профессор кафедры транспортных сооружений Кубанского государственного технологического университета. До этого ректор Краснодарского политехнического института (1973—1983).

## Биография
Константин Дараган родился в 1929 году в Донецкой области, в семье рабочих. После учебы в школе поступил в Харьковский автомобильно-дорожный институт (ХАДИ) по специальности «инженер путей сообщения». Окончив институт с отличием, в течение 10 лет работал там ассистентом кафедры мостов. Там же защитил кандидатскую диссертацию.
В 1973 году переехал из Донецкой области в Краснодар, где был назначен ректором Кубанского политехнического института (КПИ). Там под его руководством были построены новые корпуса, открыты новые факультеты и лаборатории. В этой должности проработал 11 лет.
В 1973–1984 годах возглавлял Краснодарский политехнический институт, вывел его на передовые позиции по разным направлениям. Профессор Дараган - специалист по обследованию состояния мостов, оценки их несущей способности, а также создал научную школу по армоцементам и специальным бетонам на их основе.  Он воспитал несколько сотен последователей, работающих в дорожной отрасли как Краснодарского края, так и всей России.
В 2014 году вошёл в состав экспертного совета при научно-техническом совете Государственной комиссии Федерального дорожного агентства, в составе которой принял непосредственное участие в оценке инженерных изысканий и технико-экономическому обоснованию строительства транспортного перехода через Керченский пролив.
Скончался на 92-м году жизни, 6 сентября 2020 года.

## Почётные звания и награды
- Орден Дружбы народов[3];
- Медаль «За доблестный труд»[3];
- Почетный работник высшего образования России[3];
- Заслуженный деятель науки Кубани[3];
- Заслуженный дорожник Кубани[3].